# Slachtersnek
De gebeurtenissen bij Slachtersnek of Slachter's Nek (Afrikaans: Slagtersnek) vonden plaats aan de oostgrens van de Britse Kaapkolonie in 1815 en 1816. De opstand van Afrikaner grensboeren tegen de Britse overheid van de Kaap en de dramatische wijze waarop deze werd afgehandeld waren een belangrijke aanleiding voor de Grote Trek.

## Verloop

### Dood van Freek Bezuidenhout
Op een dag in 1815 viel het mes van de grensboer Cornelis Frederik "Freek" Bezuidenhout uit zijn schede tijdens het paardrijden. Bezuidenhout ging op zoek en vond het mes aan de overkant van een rivier. Hij vroeg zijn voormalige Khoikhoiknecht om het mes op te halen. De knecht weigerde, waarop Bezuidenhout hem met een sjambok afranselde.
Niet lang daarna werd Bezuidenhout gedagvaard voor het gerechtshof in Graaff-Reinet. Bezuidenhout weigerde op te dagen en iedereen die een poging deed hem te arresteren dreigde hij dood te schieten. Hij werd in afwezigheid tot een maand gevangenisstraf veroordeeld en een Kaaps Khoikhoiregiment ging naar hem op zoek. Bezuidenhout werd opgespoord bij een grot waar hij zich had schuilgehouden en weigerde zich over te geven. Een vuursalvo volgde en Bezuidenhout werd dodelijk in het hoofd en borst getroffen.

### Opstand
Zijn broer Johannes Jurgen "Hans" Bezuidenhout zwoer op de begrafenis wraak op de Britse overheid. Met zijn buurman Hendrik Frederik Prinsloo verzamelde hij een groep rebellen met als doel om de Britse troepen uit de oostgrens te verdrijven. Er werd ook tevergeefs steun gezocht bij de Gaika, een Xhosastam.
Toen Prinsloo door een Kaaps regiment gevangen werd genomen en Bezuidenhout tevergeefs zijn vrijlating eiste gingen de rebellen tot actie over. Bij Slachtersnek werden de rebellen tot overgave gedwongen. Bezuidenhout knoopte onderhandelingen aan om tijd te winnen en de rebellen wisten in de nacht weg te sluipen. De volgende morgen zette het Kaapse regiment de achtervolging in. De meeste grensboeren deserteerden tot slechts enkele rebellen overbleven, waaronder Bezuidenhout, zijn vrouw en hun 14-jarige zoon.
Bezuidenhout werd in een hinderlaag gelokt en sneuvelde in het daaropvolgende vuurgevecht; zijn vrouw, zoon en de overgebleven rebellen werden gevangengenomen. Vijf rebellen (Prinsloo (32), Cornelis Faber (43), de broers Stephanus Cornelis Bothma (43) en Abraham Carel Bothma (29) en Theunis Christiaan de Klerk (30)) kregen op 15 december 1815 van de Britse koloniale regering de doodstraf opgelegd.

### Ophanging
Op 9 maart 1816 werden de rebellen tegelijkertijd opgehangen, omringd door vrienden en familie. De ophanging ging echter niet volgens plan: ofwel de touwen ofwel het schavot braken doormidden. Men interpreteerde dit als een teken uit de hemel en smeekte om genade, maar landdrost Jacob Cuyler weigerde in te grijpen waarop de terechtgestelden een voor een met hetzelfde touw werden opgehangen. Als gevolg van deze incidenten verslechterde de verstandhouding tussen de grensboeren en de Britten aanzienlijk.
Op 9 maart 1916 werd honderd jaar na de executies een monument aan de gebroeders Bezuidenhout en de vijf geëxecuteerden onthuld.